# Trichogramma bennetti
Trichogramma bennetti är en stekelart som beskrevs av Nagaraja och Nagarkatti 1973. Trichogramma bennetti ingår i släktet Trichogramma och familjen hårstrimsteklar. Inga underarter finns listade i Catalogue of Life.